# Foitos
Foitos é uma localidade portuguesa situada entre a freguesia portuguesa do Louriçal no Município de Pombal e paróquia da Diocese de Coimbra e freguesia portuguesa de Carriço, também do Município de Pombal.

## Significado do nome
O termo Foitos tem como sentido etimológico ser afoito, sendo que afoito por sua vez significa corajoso, ousado e precipitado. Segundo a historiografia popular o nome desta região está relacionado com o facto de em tempos ser rodeado por um denso matagal onde existiam muitos lobos, pouca presença humana. Assim e sempre que alguém se aventurava a lá se deslocar, as pessoas diziam “vais para lá? E tu afoitas-te?” e os corajosos respondiam “afoito”. E assim passou a denominar-se aquela região de Foitos.
O termo Foitos, terá origem na família dos Foutinhos, que se estabeleceram no lugar.

## História
Segundo as informações históricas existentes nos registos paroquiais e que recuam ao anos de 1721 indicam que o nome da localidade foi alterado com o passar dos anos, visto que antes de ser Foitos, a localidade era denominada de Foos. Corria o ano de  1836, Foitos tinha 11 fogos.